# João Cunha-Silva
João Cunha-Silva es un exjugador profesional de tenis nacido el 27 de noviembre de 1967 en Lisboa, Portugal.

## Títulos (2)

### Individuales (0)
| Leyenda                |
| Grand Slam (0)         |
| Tennis Masters Cup (0) |
| ATP Masters Series (0) |
| ATP Tour (0)           |

### Dobles (2)
| Leyenda                |
| Grand Slam (0)         |
| Tennis Masters Cup (0) |
| ATP Masters Series (0) |
| ATP Tour (2)           |

| N.º | Fecha                 | Torneo                | Superficie    | Pareja                      | Oponentes en la final                                       | Resultado |
| --- | --------------------- | --------------------- | ------------- | --------------------------- | ----------------------------------------------------------- | --------- |
| 1.  | 12 de octubre de 1992 | Tel Aviv, Israel      | Dura          | Mike Bauer (Estados Unidos) | Mark Koevermans (Países Bajos) / Tobias Svantesson (Suecia) | 6-3 6-4   |
| 2.  | 24 de marzo de 1997   | Casablanca, Marruecos | Tierra batida | Nuno Marques (Portugal)     | Karim Alami / Hicham Arazi (Marruecos)                      | 7-6 6-2   |

### Finalista en dobles (2)
- 1989: Nancy (junto a Eduardo Masso, pierden ante Udo Riglewski y Tobias Svantesson)
- 1995: Bournemouth (junto a Emanuel Couto, pierden ante Tomás Carbonell y Francisco Roig)